# Hainault (metrostation)
Hainault is een station van de Londense metro aan de Central Line. Het station ligt tussen station Chigwell en Fairlop.

## Geschiedenis

### Stoomtreinen
In 1902 had het stadsbestuur van Londen Hainault Forest en Foxborough Farm gekocht om nieuwe woonwijken te bouwen. De Great Eastern Railway speelde hierop in door bij Ilford een aftakking te maken en een nieuwe lijn door de te bouwen woonwijken te leggen. Deze zogeheten Fairlop Loop werd bij Woodford aangesloten op de voorstadslijn van GER tussen Stratford en Ongar. Hainault was een van de stations aan deze Fairlop Loop en werd op 1 mei 1903 als viaductstation geopend. Voorafgaand aan de Eerste Wereldoorlog kwam er van de bouw van de woonwijk, op een paar dienstwoningen van de GER zelf na, echter weinig terecht en het station werd in 1908 gesloten vanwege het gebrek aan passagiers. Op 2 maart 1930, toen de woningbouw opgang gekomen was, werd het station heropend. In 1923 werden de Britse spoorwegmaatschappijen in vier nieuwe bedrijven ondergebracht, zodoende werd de GER onderdeel van de London & North Eastern Railway (LNER). In 1933 werd het OV in Londen genationaliseerd in de London Passenger Transport Board (LPTB) waardoor de verschillende metrobedrijven in een hand kwamen. LPTB kwam met het New Works Programme 1935-1940 om knelpunten in het metronet aan te pakken en nieuwe woonwijken op de metro aan te sluiten. Omdat LNER geen geld had om de voorstadslijn te elektrificeren voorzag het New Works Programme in de integratie van de lijn in de Central Line. De ombouw tot metro begon in 1938 maar dat werd door het uitbreken van de Tweede Wereldoorlog in 1939 opgeschort. Tot in eind jaren 40 hebben er stoomtreinen dienstgedaan op het traject langs Hainault. In 1947 kwam er een eind aan de stoomtreinen en werd het traject onderdeel van de Central Line.

### New Works Programme
In het kader van het New Works Programme werd de Central Line zowel in het westen als in het oosten verlengd. De verlengde lijn kreeg zowel in het westen (Depot Ruislip) als in het oosten (Depot Hainault) een depot ter vervanging van het depot bij Wood Lane. Het depot bij Hainault werd in 1939 opgeleverd maar de elektrificatie werd door het uitbreken van de Tweede Wereldoorlog opgeschort. Het westelijke perron van het station uit 1903 werd vervangen door een eilandperron in de stijl van het New Works Programme. Door het derde spoor werd het mogelijk om diensten uit Grange Hill te laten keren bij Hainault en bood tevens aansluiting op het nieuwe depot. Tijdens de oorlog gebruikten zowel het Britse ministerie van defensie als het U.S. Army Transportation Corps het depot. De stoomdiensten op de Fairlop Loop, die als verwijzing naar het nieuwe depot Hainault Loop werd genoemd, werden op 29 november 1947 gestaakt. De plannen om ook het oostelijke perron om te bouwen werden, wegens geldgebrek, na de Tweede Wereldoorlog, geschrapt zodat dat in Edwardiaanse stijl behouden is. De houten perronkap daar wordt gedragen door een gietijzeren constructie met de monogrammen van de GER.

### Underground
Vanaf 14 december 1947 reed leeg metro materieel via Gants Hill van en naar het depot, de elektrische reizigersdienst van de Central Line in Hainault begon op 31 mei 1948. Op 21 november 1948 was de elektrificatie ten noorden van het depot gereed en werden de diensten naar Woodford via Grange Hill door de Central Line overgenomen. In 1962 werd goedkeuring gegeven aan de begroting voor de bouw van de Victoria Line en een jaar later werden op de District Line bescheiden proeven genomen met Automatic Train Operation (ATO) in verband met de ontwikkeling van rollend materieel -TS1967- voor de nieuwe lijn. Naar aanleiding van deze proeven werd besloten tot een grootschalige praktijkproef voor ATO ten behoeve van de Victoria Line. Hiertoe werd de Central Line tussen Hainault en Woodford aangepast en op 5 april 1964 begon de pendeldienst met de voor ATO aangepaste metrostellen. Voor de proef werden vierbaks metrostellen van TS1960 en later driebaks metrostellen, bestaande uit twee stuurstanden TS1960 en een midden bak TS1938, gebruikt. Ook na de proef werd de pendeldienst voortgezet met stellen TS1967, deze dienst werd uitgevoerd als FACT, "Fully Automatic Controlled Train". Dit pseudo-eilandbedrijf bleef bestaan tot begin jaren negentig van de 20e eeuw toen er nieuw rollend materieel, TS1992, instroomde en er doorgaande diensten naar het centrum kwamen via Hainault. In 2020 werd weer overgegaan op een pendeldienst in verband met groot onderhoud aan het rollend materieel.

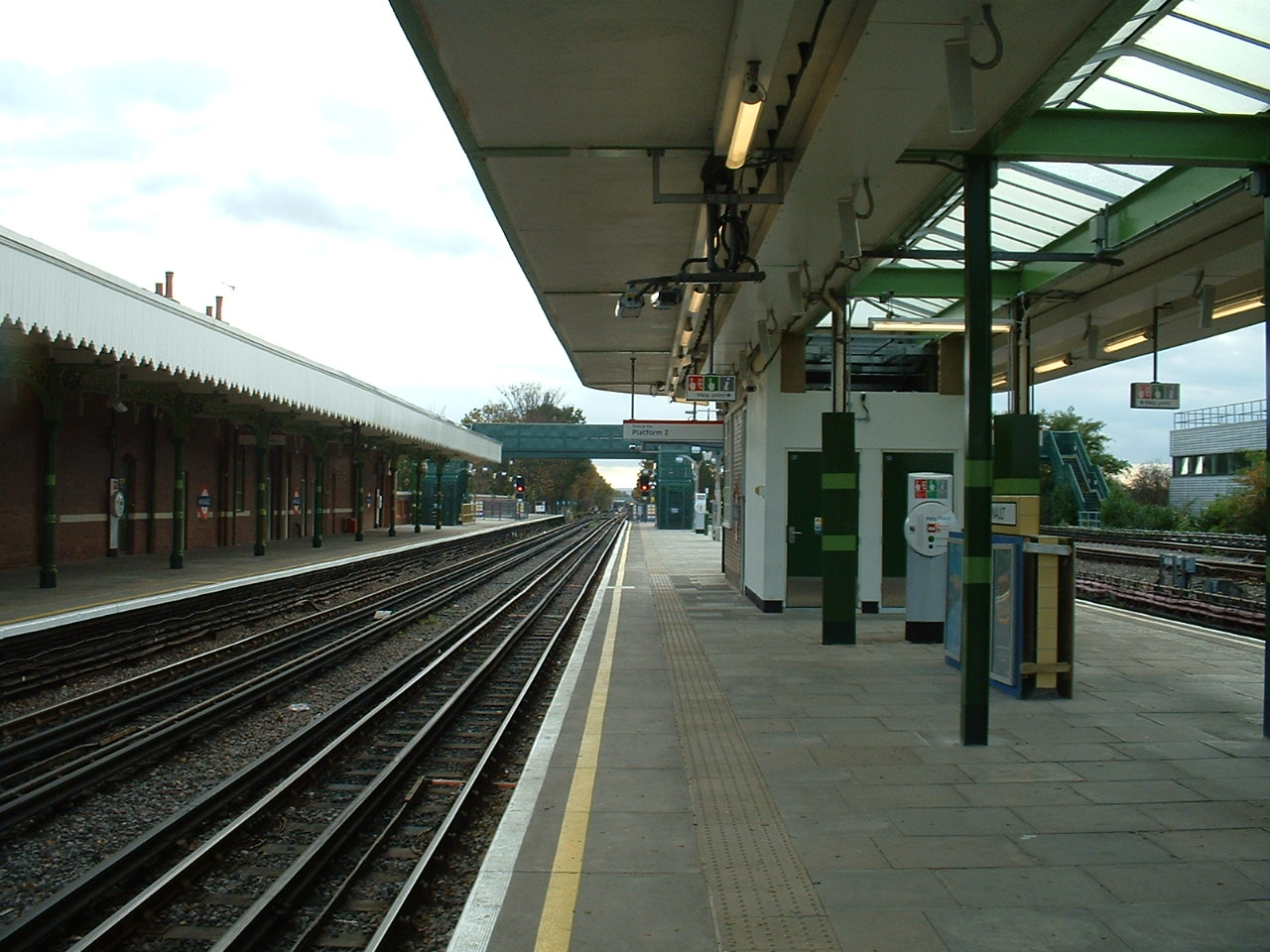
Zicht op het zuiden
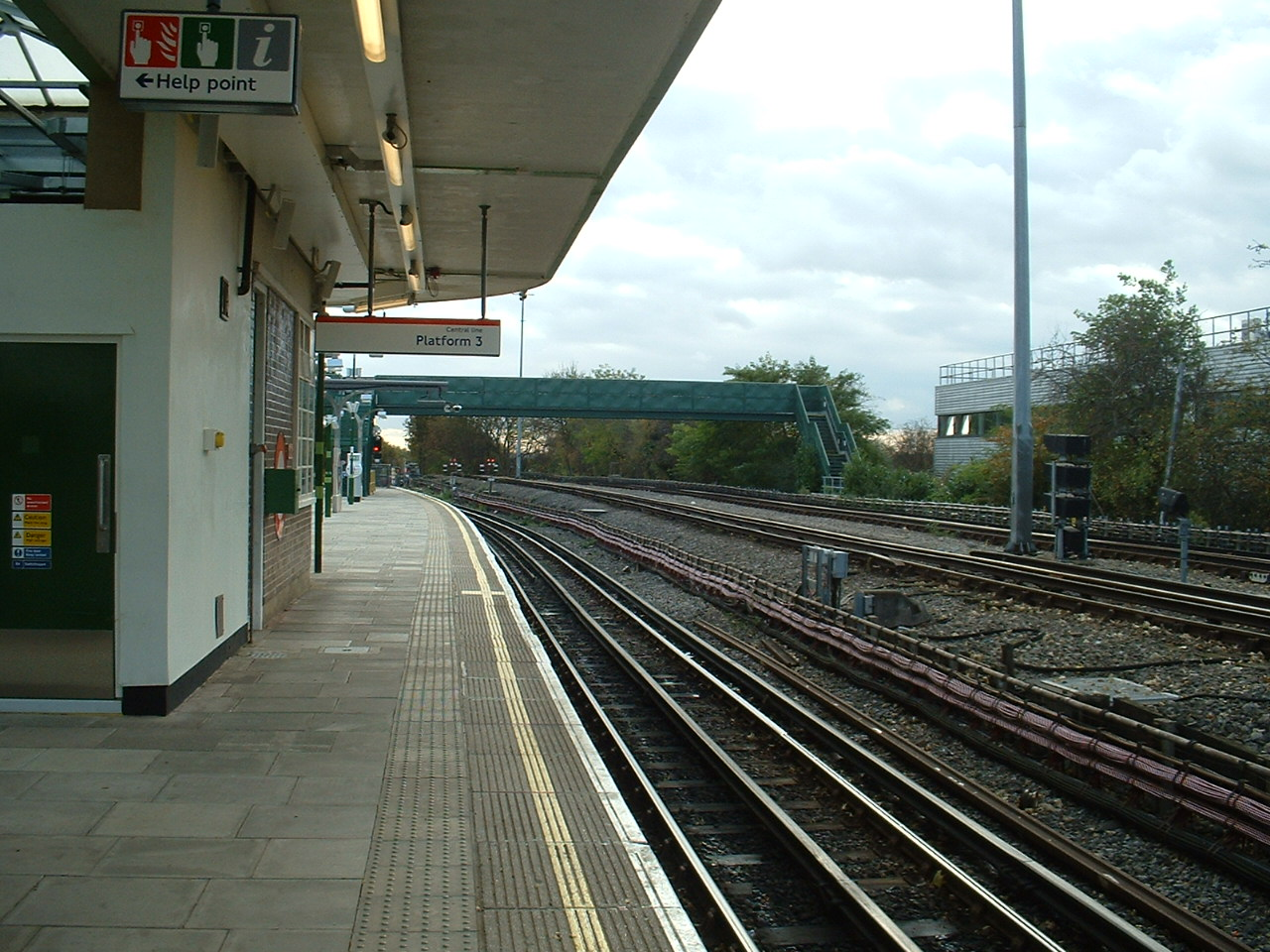
Zicht op het zuiden en de sporen naar het depot
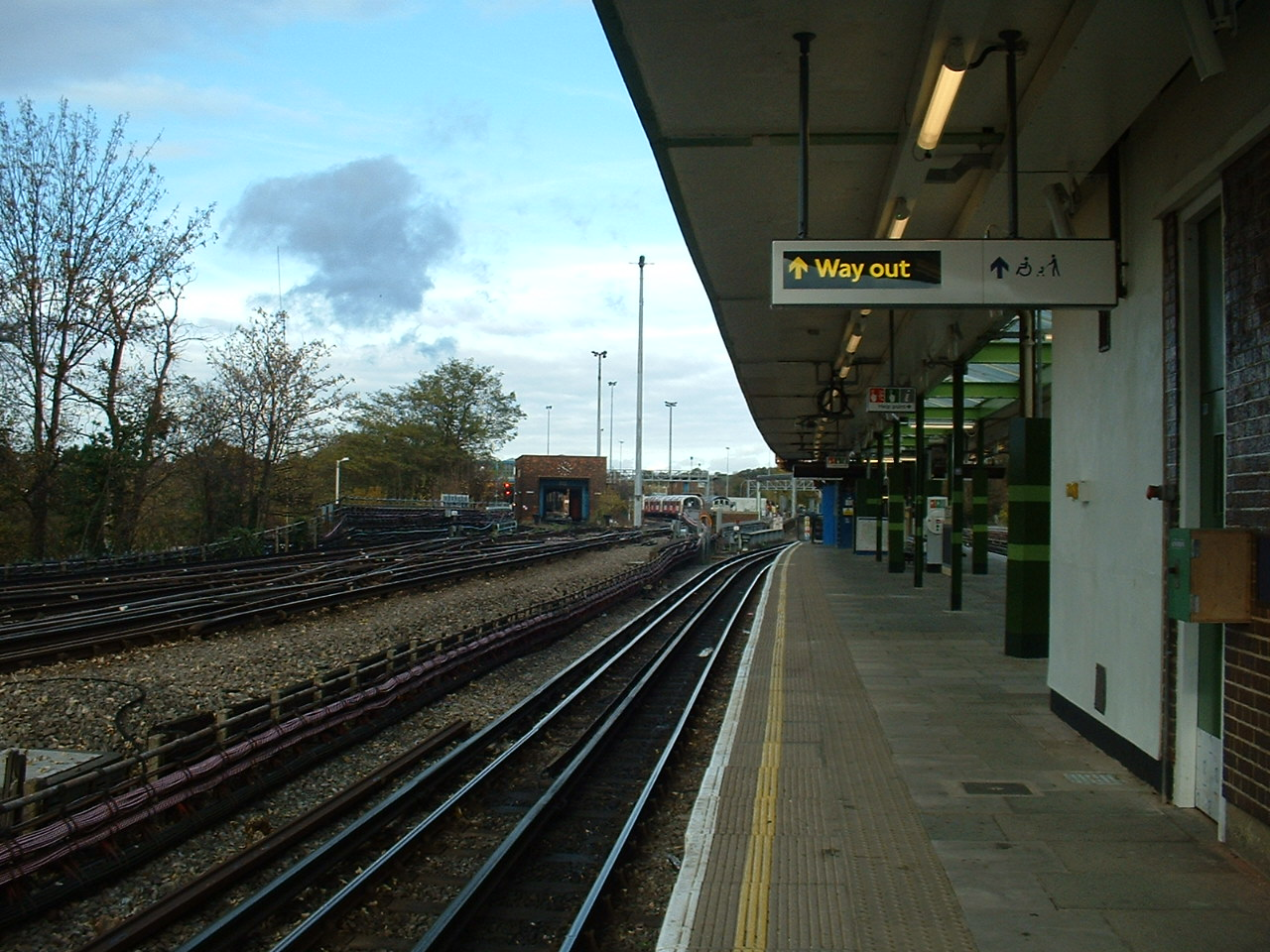
Zicht op het noorden en het depot
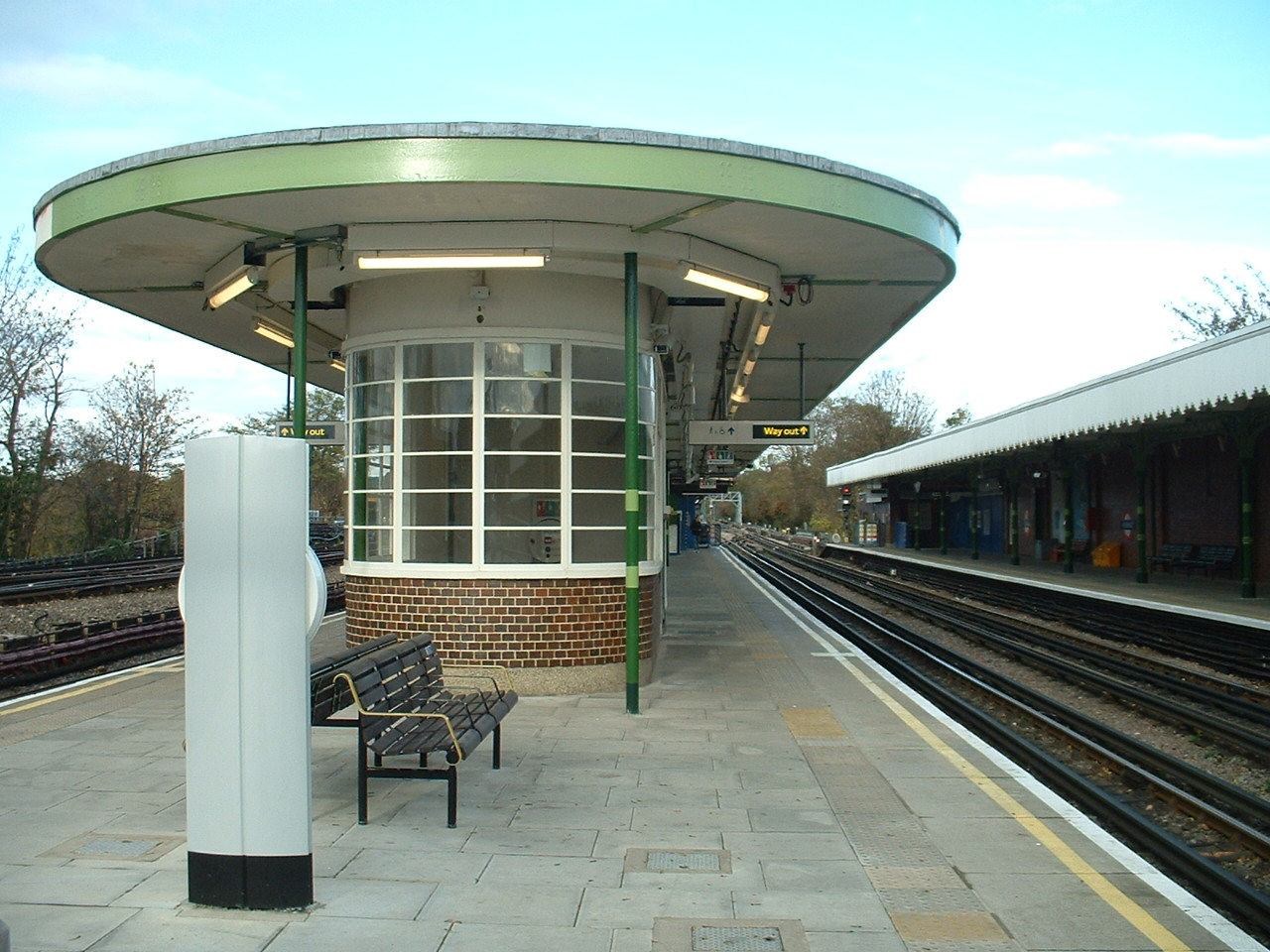
Het eilandperron in de stijl van het New Works Programme
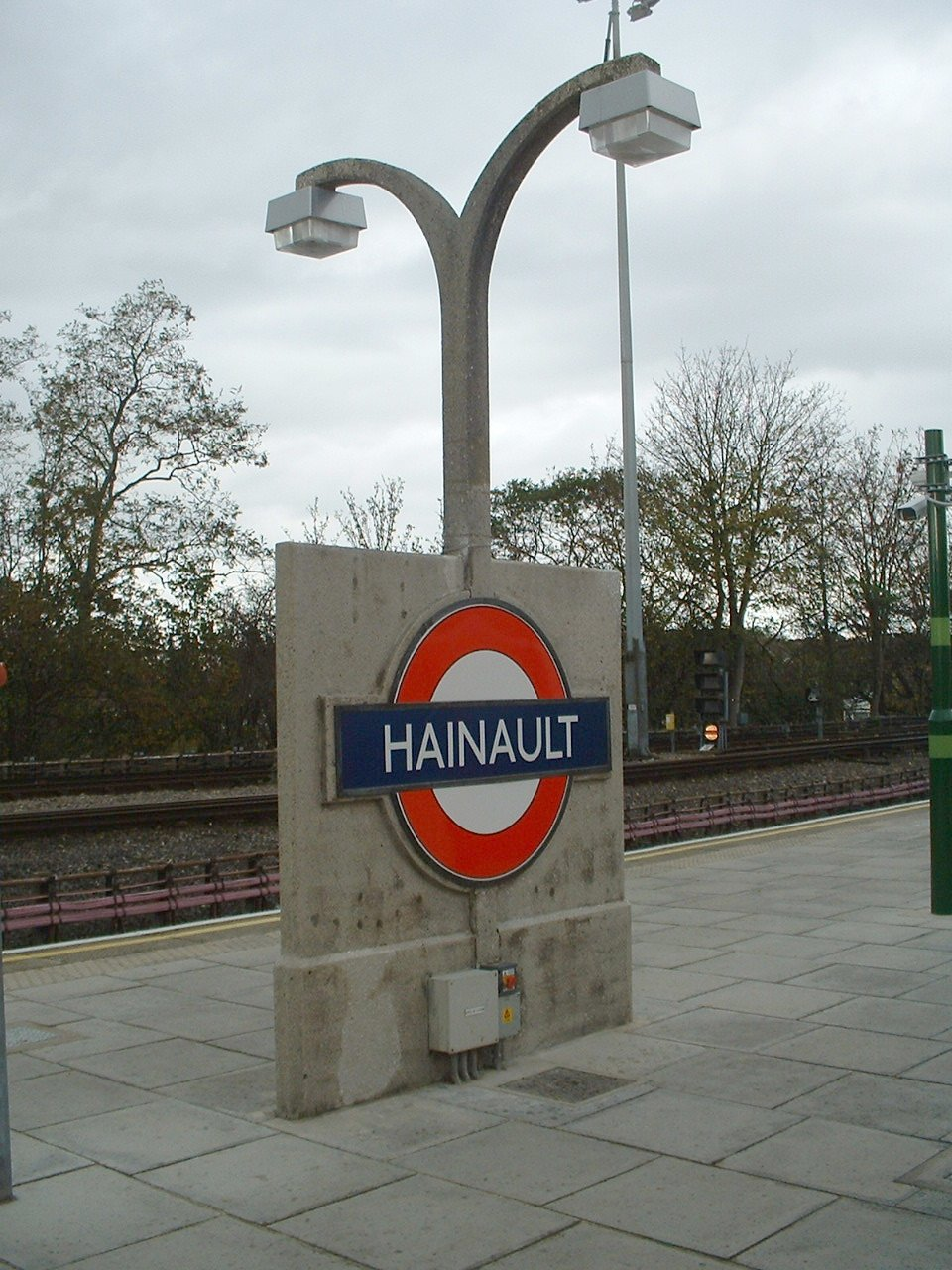
Stationsnaam in het Underground logo
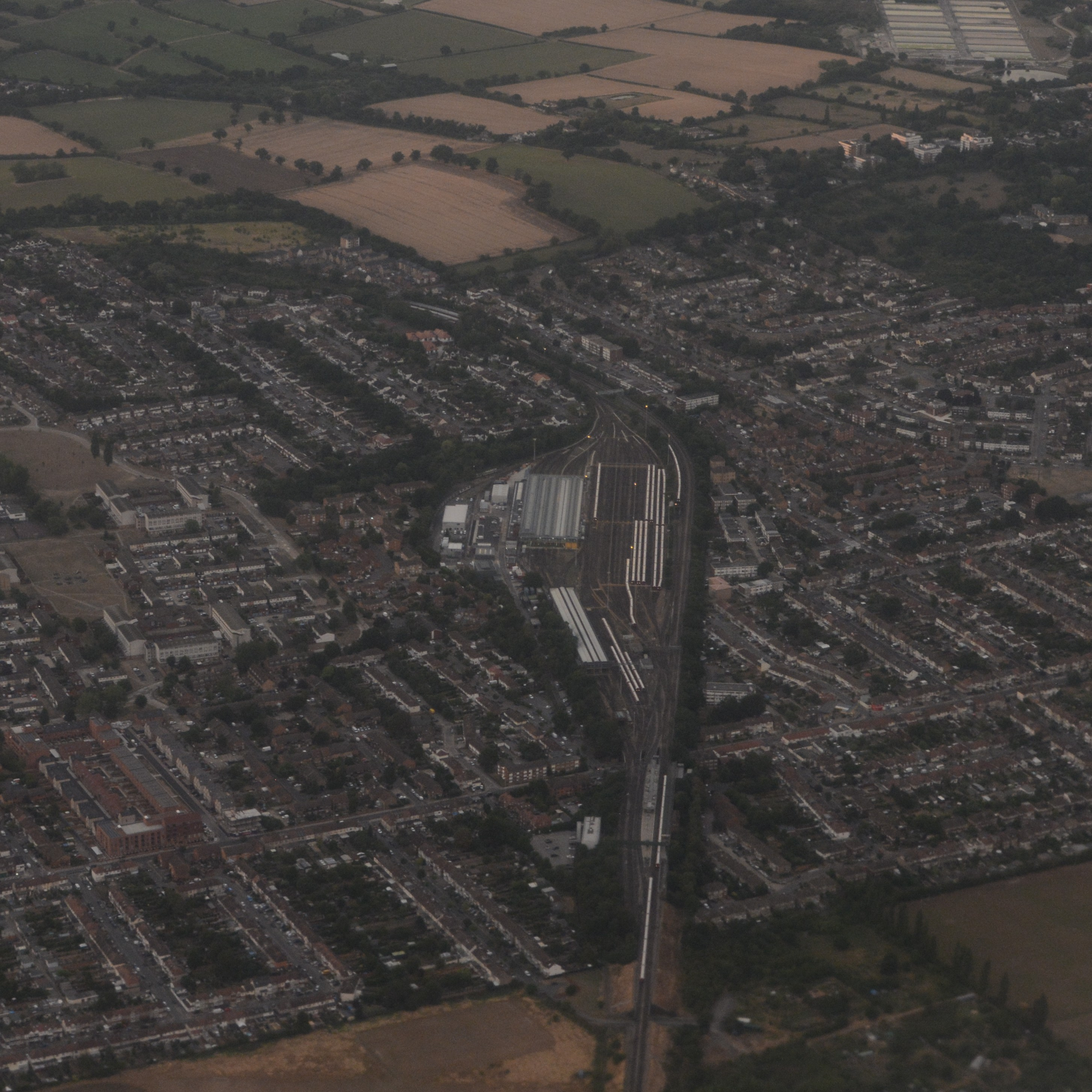
Station en depot gezien uit het zuiden

## Ligging en inrichting
Het oorspronkelijke stationsgebouw uit 1903 staat langs Davids Way op bakstenen bogen aan de westkant van de spoordijk. Het stationsgebouw van het New Works Programme ligt ten westen van de spoordijk aan de zuidkant van New North Road, het depot ligt aan de noordkant van New North Road. Sinds 2 januari 2007 bevindt het station zich in Travelcard Zone 4. In 2009 werd het grootonderhoud aan het station voltooid, hierbij werd een nieuw kantoor voor de stationschef in de stationshal gebouwd en kwamen er liften tussen de reizigerstunnel en de perrons waarmee het station rolstoeltoegankelijk werd. Om het hoogte verschil van 4 treden tussen de stationshal en de reizigerstunnel te overbruggen is er tussen de reizigerstunnel en de stationshal een lift die het hoogteverschil van krap 46 cm overbrugt hetgeen het kleinste hoogteverschil is van alle liften op het metronet. Station Fairlop, 800 meter ten zuiden van het station, is vanaf de perrons te zien. De metro doet er gemiddeld slechts 65 seconden over naar Fairlop, aanzienlijk minder dan als voetganger of andere vervoersmiddelen.

## Reizigersdienst
Op een normale dag buiten het spitsuur rijden de metro's:
- 3 ritten per uur naar Woodford
- 9 ritten per uur naar Ealing Broadway (via Newbury Park en het centrum van Londen)

## Fotoarchief
- London Transport Museum Photographic Archive
  - Het station ten tijde van de LNER in 1935
  - Het station na de ombouw in 1948
  - Kaartcontrole in 1955
  - De perrons in 1955
  - Het station in 2001